# Responsabilità (filosofia)

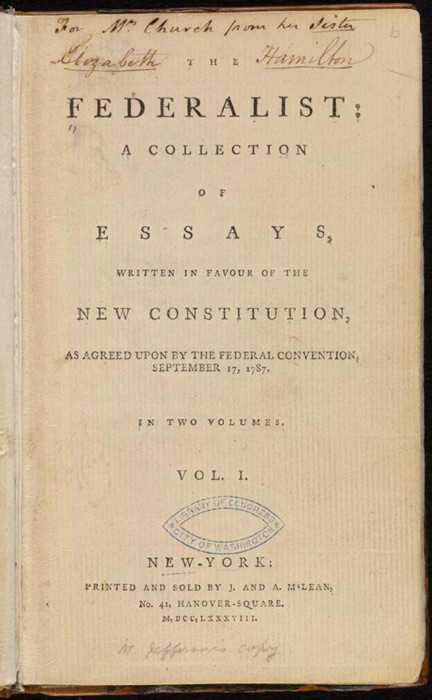
Prima edizione de The Federalist

Il termine responsabilità deriva dal latino respònsus, participio passato del verbo respondère, rispondere cioè, in un significato filosofico generale, impegnarsi a rispondere, a qualcuno o a se stessi, delle proprie azioni e delle conseguenze che ne derivano.

## Origine
L'origine del termine si ritrova nell'opera The Federalist, una raccolta di articoli scritti da Alexander Hamilton, John Jay e James Madison pubblicata nel 1788 dove viene usata per la prima volta la parola "responsibility", per indicare che il governo degli Stati Uniti è responsabile del proprio operato nei confronti del popolo che gli ha delegato i suoi poteri.

## L'etica della responsabilità

### Aristotele
In filosofia il concetto di responsabilità implica quello di libertà e libero arbitrio, nel senso che ciascuno può essere ritenuto responsabile del suo operato se questo è avvenuto in base ad una libera scelta e non per condizionamenti necessitanti dovuti a leggi fisiche, psichiche o socioeconomiche. In quest'ultimo caso infatti, la teoria del determinismo esclude la responsabilità personale o la attenua attribuendola non del tutto al singolo ma, ad esempio, alla collettività sociale.
Aristotele si era già posto il problema della volontarietà o meno dell'azione dannosa quando aveva sostenuto che se la causa dell'agire è in noi ne siamo responsabili, il contrario se la causa è fuori di noi, intendendo che un soggetto è responsabile nel momento in cui
- la causa dell'atto è interna al soggetto, cioè se il soggetto non è costretto ad agire da qualcuno o qualcosa di esterno;
- l'atto non è risultato dall'ignoranza, cioè se il soggetto è anche cosciente dell'azione che compie[2].

### Max Weber
Analizzando il rapporto tra etica e politica, in La politica come professione Max Weber chiama "etica della convinzione" (o "etica dei princìpi") quella che fa riferimento a valori morali tali che l'azione da questi ispirata possa essere valutata come giusta o ingiusta, senza tener conto delle possibili conseguenze. Questa etica si ritrova in tutte quelle ideologie, politiche o religiose, che esprimono principi assoluti tali che sia impossibile dubitarne, così da giustificare un'azione  rivoluzionaria o l'obbedienza cieca a degli imperativi. Vi è poi, secondo il sociologo tedesco, l'"etica della responsabilità" che si esprime nella vita sociale dove le conseguenze possibili delle proprie azioni vanno accuratamente valutate in base al principio dell'«agire razionale rispetto allo scopo».

### Hans Jonas
L'etica della responsabilità viene estesa da Hans Jonas nel tempo e nello spazio, nel senso che le nostre azioni vanno valutate per le conseguenze non solo nei confronti dei contemporanei ma anche di coloro che «non sono ancora nati» e verso l'intera biosfera che dobbiamo tutelare dalle nostre compromissioni. Nella sua opera Il principio responsabilità ("Das Prinzip Verantwortung"), edito nel 1979, Jonas esprime  il principio cardine di un'etica razionalista applicata in particolare ai temi dell'ecologia e della bioetica. Egli sostiene la necessità di applicare il principio di responsabilità ad ogni gesto dell'uomo, che "deve" prendere in considerazione le conseguenze future delle sue scelte e dei suoi atti. 
Dopo la crisi della razionalità etica provocata dalle elaborazioni di Friedrich Nietzsche, si registra nel pensiero del XX secolo l'esigenza di restituire l'etica alla plurale concretezza del mondo e della vita, osservando che la ricerca di principi universali condiziona le decisioni e le scelte sull'ambiente, sull'economia, sulla comunicazione e, in sintesi, sulla vita del genere umano. Tale esigenza, che porta ad una ripresa dell'universalismo kantiano e dell'idea di "dovere" quale fondamento della morale, si rinviene nel pensiero e negli scritti di Hans Jonas, teorico dell'"etica della responsabilità", che elabora, così come Weber, un concetto di etica orientata al futuro. Hans Jonas inserisce la propria proposta teorica nel provocatorio progetto della fondazione dell'etica nell'ontologia, in nome della salvaguardia dell'essere e dell'umanità nell'Universo minacciato dalla tecnica, con le sue conseguenze distruttive sul piano planetario. L'imperativo dell'etica della responsabilità viene così kantianamente formulato: "Agisci in modo tale che gli effetti della tua azione siano compatibili con la continuazione di una vita autenticamente umana".

### Jacques Derrida
Uno sviluppo più specificatamente filosofico di questo tema della responsabilità si deve alla più recente filosofia francese di Emmanuel Lévinas e di Jacques Derrida, i quali hanno notato la problematicità di questo concetto se lo si mette in relazione con il principio giuridico di "imputabilità". Premesso che responsabilità vuol dire "rispondere" delle proprie azioni, questa risposta e la conseguente decisione non potrà attuarsi in senso assoluto. Per esempio un governante dovrà "rispondere" agli interessi dei suoi concittadini mettendo da parte, "non rispondendo" ai propri interessi personali. Ciascuno di noi non può rispondere a tutte le "chiamate" come Abramo che risponde a Dio che lo chiama al sacrificio del figlio Isacco, ma non risponde alla voce simultanea che lo chiama a salvargli la vita. Quand'è che l'uomo sarà allora "imputabile" per aver risposto responsabilmente a quali chiamate lasciando altre inascoltate?